# قرطبة (الأرجنتين)
قُرْطُبَة (بالإسبانية Córdoba) هي مدينة أرجنتينية تقع على نهر بريميرو، 700 كيلومتراً شمال غرب بوينوس آيريس، كما أنها عاصمة محافظة كوردوبا. منذ عام 2006 فاق عدد سكانها 1,300,000 نسمة مما يجعلها ثاني أكبر مدن الأرجنتين من حيث عدد السكان. وهي مركز صناعي كبير، وفي نفس الوقت تحتفظ بمبانيها التاريخية التي تعود إلى عصر الاستعمار.
تأسست المدينة في 6 يوليو 1573 على يد خيرونيمو لويس دي كابريرا الذي سماها على اسم مدينة قرطبة الإسبانية. كانت من أولى المناطق الاستعمارية الإسبانية فيما يمثل الآن الأرجنتين، حيث لم تأسس قبلها في الأرجنتين سوى بوينوس آيريس عام 1536 وسانتياغو دل إستيرو عام 1553. يوجد في المدينة جامعة قرطبة الوطنية (Universidad Nacional de Córdoba) وهي أقدم جامعة في قارة أمريكا الجنوبية حيث تأسست عام 1613 على يد اليسوعيين.
مع نهاية الحرب العالمية الثانية، أصبحت المدينة مركزاً هاماً لصناعة الطائرات. تحتوي المدينة على العديد من المباني التاريخية الكاثوليكية التي يعود بناؤها إلى فترة الإستعمار الإسباني.
غالبية سكان المدينة لها أصول أوروبية، الأكثر شيوعًا هم من أصول إيطالية وإسبانية. وينحدر العديد من سكان المدينة كذلك أصول أوروبيه أخرى كالألمانية والآيرلندية، والبرتغالية، والفرنسية، والكرواتية والإنكليزية ومن بلاد الغال. في التسعينات، كانت موجة هجرة صغيرة من رومانيا وأوكرانيا. وكان للمهاجرين من الأصول السوريّة واللبنانية والأرمينيَّة وجود كبير في التجارة والحياة المدنية منذ بداية القرن العشرين. من أهم معالمها المقر الرئيسي لبنك مقاطعة قرطبة.

## وصلات خارجية
- الموقع الرسمي